# Liste des frères Alpha Phi Alpha
 (février 2025).
La fraternité Alpha Phi Alpha a recueilli plus de 185 000 adhésions depuis sa naissance. Il n'est pas question ici de tous les citer, mais simplement de donner un aperçu de la variété de ses membres les plus éminents.

## Les Seven Jewels
Les Seven Jewels sont les fondateurs de la fraternité Alpha Phi Alpha. Ce sont :
Henry A. Callis : 

Henry Arthur Callis (14 janvier 1887 – 12 novembre 1974) fut l'un des sept fondateurs (communément appelés (en) « The Seven Jewels » ) de la fraternité Alpha Phi Alpha à l'Université Cornell en 1906.Il devint médecin et travailla comme consultant médical (spécialiste) au Veterans Hospital de Tuskegee, Alabama; Professeur de Medecine à l'Université Howard il contribua fréquemment à des magazines médicaux. Il devint le second mari de la poétesse Alice Dunbar, mais leur mariage finit par un divorce.
Eugene K. Jones : 

Eugene Kinckle Jones ( 30 juillet 1885 - 11 janvier 1954) fut l'un des sept fondateurs (communément appelés (en) « The Seven Jewels » ) de la fraternité Alpha Phi Alpha à l'Université Cornell en 1906.
Charles H. Chapman : 

Charles Henry Chapman (? – 1934) fut l'un des sept fondateurs (communément appelés (en) « The Seven Jewels » ) de la fraternité Alpha Phi Alpha à l'Université Cornell en 1906.
George B. Kelley : 

George Biddle Kelley (24 août 1884 - 5 May 1962) fut l'un des sept fondateurs (communément appelés (en) « The Seven Jewels » ) de la fraternité Alpha Phi Alpha à l'Université Cornell en 1906. Il fut le premier président du chapitre Alpha.
Nathaniel A. Murray : 

Nathaniel Allison Murray (? - 1959) fut l'un des sept fondateurs (communément appelés (en) « The Seven Jewels » ) de la fraternité Alpha Phi Alpha à l'Université Cornell en 1906.
Robert H. Ogle : 

Robert Harold Ogle (? - 1936) fut l'un des sept fondateurs (communément appelés (en) « The Seven Jewels » ) de la fraternité Alpha Phi Alpha à l'Université Cornell en 1906.
Vertner W. Tandy : 

Vertner Woodson Tandy (17 mai 1885 – 7 novembre 1949) fut l'un des sept fondateurs (communément appelés (en) « The Seven Jewels » ) de la fraternité Alpha Phi Alpha à l'Université Cornell en 1906.

## Dans la vie publique
Marion Shepilov Barry, Jr. : 

(en)« Marion Shepilov Barry, Jr. » (né le 6 mars 1936) est un politicien démocrate américain qui servit comme deuxième maire élu de Washington, D.C. de 1979 à 1991, et ensuite comme quatrième maire de 1995 à 1999.
Edward William Brooke, III : 

(en)« Edward William Brooke, III » né le 26 octobre 1919, est un politicien américain qui fut le premier Afro-Américain à être élu par un vote populaire au Sénat Américain dans le Massachusetts en 1966 en tant que membre du Parti Républicain des États-Unis, battant ainsi son adversaire Démocrate, Endicott Peabody, avec un score de 58 % contre 42 % .

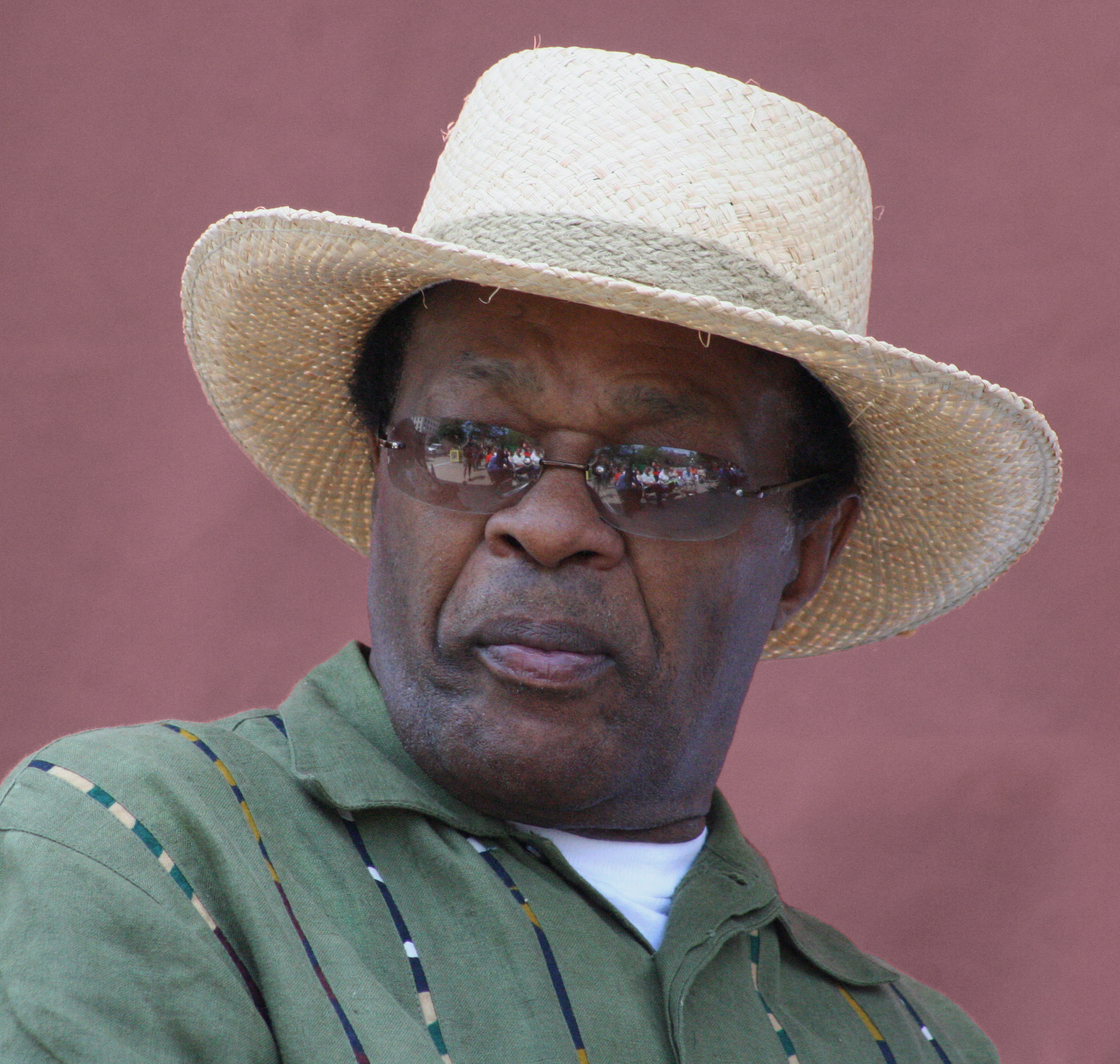
Marion S. Barry, ancien maire de Washington D.C. et membre d'Alpha Phi Alpha.

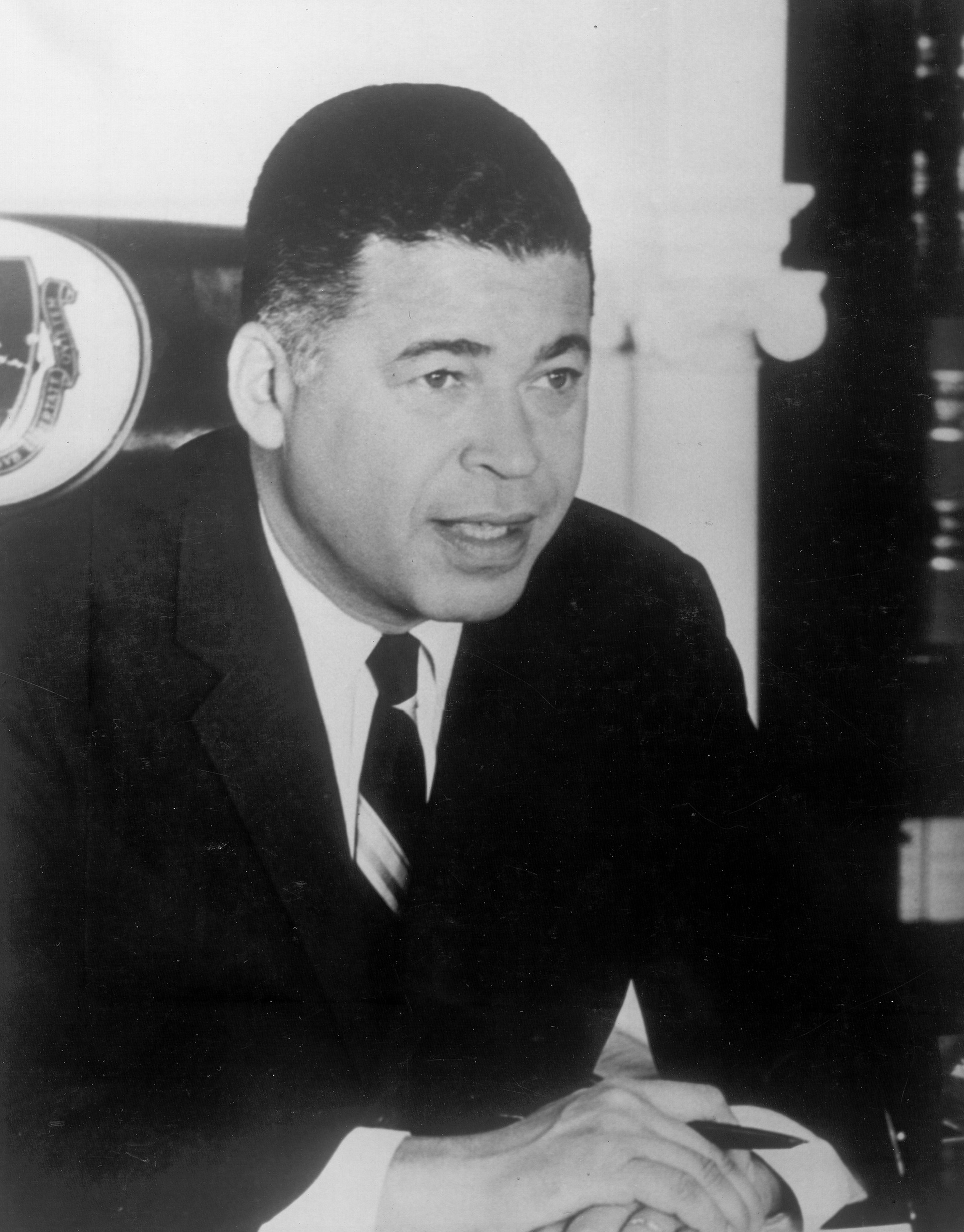
Edward William Brooke, III, membre d'Alpha Phi Alpha, Sénateur.

Il fut aussi le premier Afro-Américain élu au Sénat depuis le XIXe siècle et restera la seule personne de l'héritage africain envoyée au Sénat au XXe siècle jusqu'à l'arrivée du Démocrate Carol Moseley-Braun en 1993. Il reste, en 2008, le dernier sénateur républicain du Massachusetts et le dernier Afro-Américain Républicain élu au Sénat.

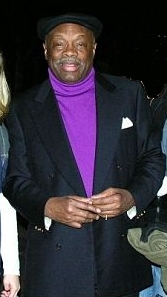
Willie Lewis Brown, Jr. Ancien Maire de Frisco et membre d'Alpha Phi Alpha.

Willie Lewis Brown, Jr. : 
(en)« Harry E. Johnson » né le 20 mars 1934 à Mineola Texas, 80 miles à l'est de Dallas. Il fut pendant trente ans membre de la Chambre des Représentants de l'État de Californie, quinze ans comme son Président, et il est jusqu'à présent le seul Afro-Américain à avoir été Maire de San-Francisco. Il est membre du Parti Démocrate aux USA. Le (en)« San Francisco Chronicle » distingua Brown comme 

« l'un des maires les plus remarquables de San Francisco dont la célébrité est allée au-delà des frontières de la cité
 »

Chaka Fattah :

(en)« Chaka Fattah » (né Arthur Davenport le 21 novembre 1956 à Philadelphie Pennsylvanie), a servi comme membre Démocrate de la Chambre des représentants des États-Unis depuis 1994, représentant 

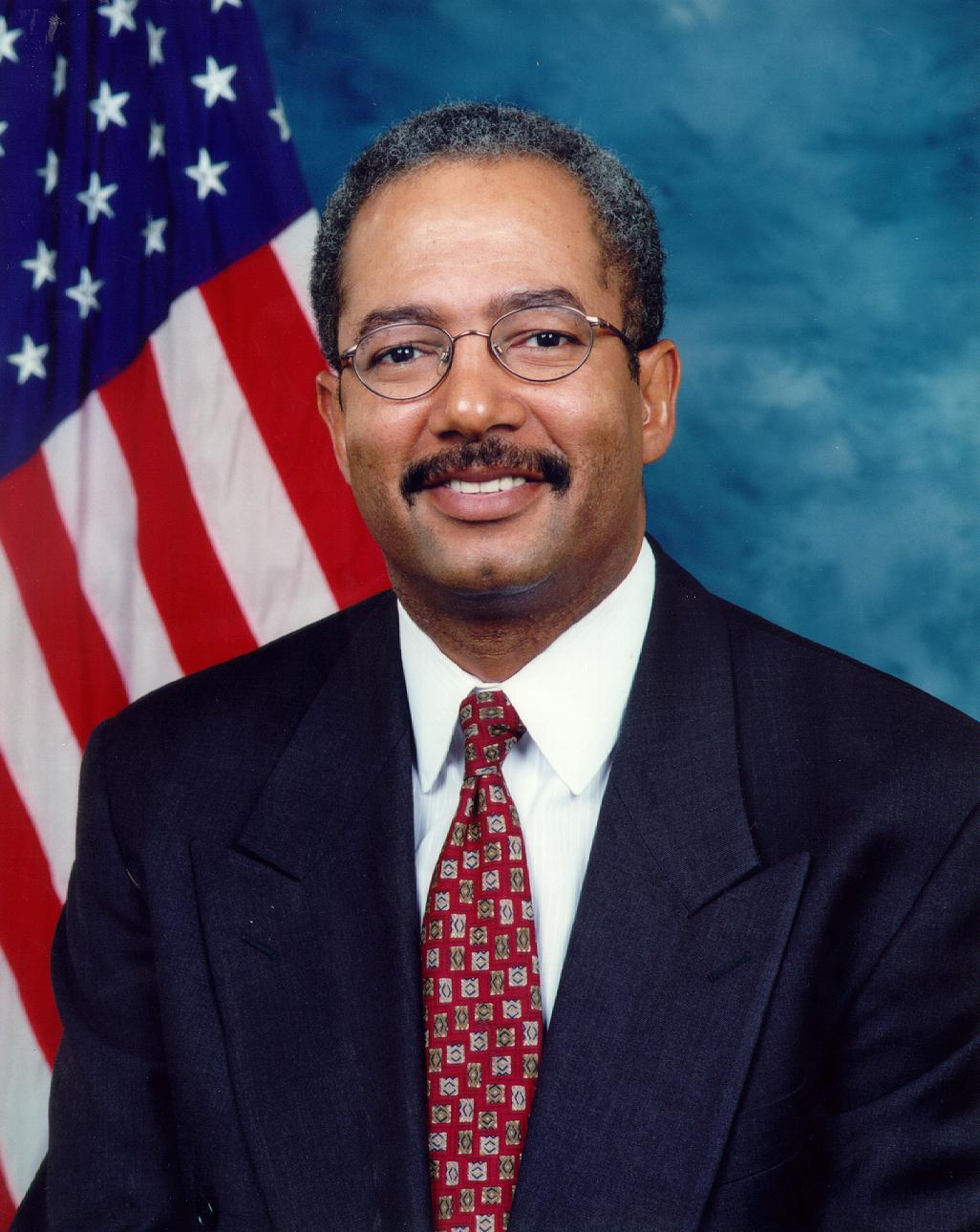
Chaka Fattah membre d'Alpha Phi Alpha et membre du Congrès américain.

le deuxième district de Pennsylvanie (« map »(Archive.org • Wikiwix • Archive.is • Google • Que faire ?) (consulté le 11 avril 2013)), après avoir battu Lucien Blackwell aux primaires Démocrates.
Auparavant il était membre de la Chambre des représentants de la Pennsylvanie de 1983 jusqu'à 1988 
et comme Senateur de l'état de 1988 jusqu'à 1994, 
en battant le Sénateur Republicain en exercice Milton Street.
John Hope Franklin : 

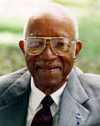
John Hope Franklin, membre d'Alpha Phi Alpha, Historien.

John Hope Franklin (2 janvier 1915 – 25 mars 2009) était un historien Américain et président de Phi Beta Kappa dans le passé, et de l'Organisation des historiens Américains, de l'Association Historique Américaine, et l'Association des Historiens du Sud.
Rayford Whittingham Logan : 

(en)« Rayford Whittingham Logan » ( 7 janvier 1897 - 4 novembre 1982) était un historien et un militant Afro-Américain.Il est plus connu pour ses études sur la période de post-reconstruction aux États-Unis, une période qu'il a nommé "le nadir des relations interraciales aux USA".
À la fin des années 1940s il était conseiller auprès de la NAACP pour les affaires internationales.
Ernest Nathan Morial :

(en)« Ernest Nathan Morial » (surnom Dutch) (9 octobre 1929 - 24 décembre 1989) était une figure politique Américaine et un défenseur des droits civiques. Il fut le premier Maire de La Nouvelle-Orléans, Louisiane de 1978 à 1986. Il est le père de l'ancien Maire de La Nouvelle-Orléans Marc Morial.

## Dans la diplomatie

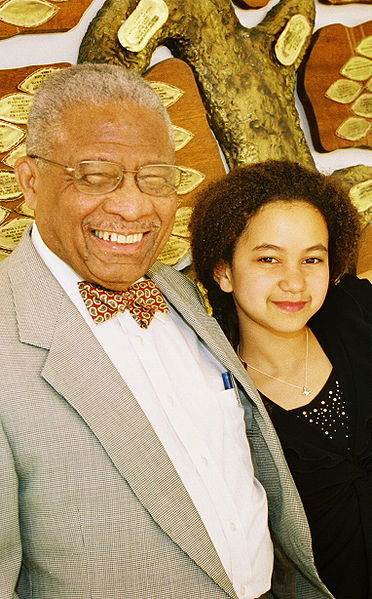
Horace Dawson avec sa Petite Fille, Mia

Horace Greeley Dawson, Jr. : 

(en)« Horace Greeley Dawson, Jr. » né le 30 janvier 1926 à Augusta (Géorgie) a été un Diplomate Américain. Il a servi son pays comme Ambassadeur au Botswana. Dawson est membre d'Alpha Phi Alpha, Il est le Président du (en)« World Policy Council » .

## Dans l'Armée
Samuel Lee Gravely, Jr. : 

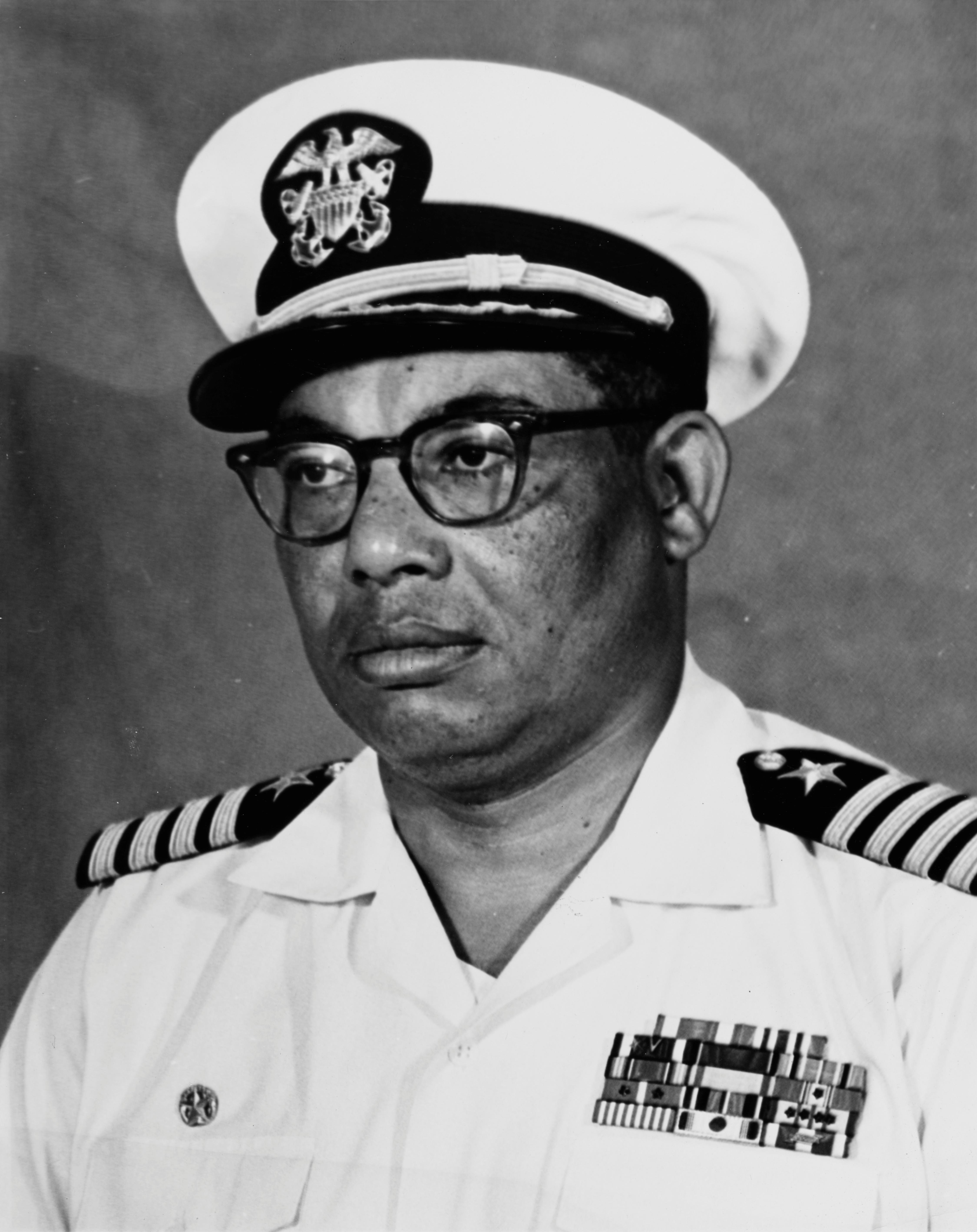
Samuel Lee Gravely, Jr. Vice Amiral et membre d'Alpha Phi Alpha.

Le Vice-amiral (en)« Samuel Lee Gravely, Jr. » (4 juin 1922 - 22 octobre 2004) était un pionnier Afro-Américain de la Marine Américaine : le premier Afro-Américain de la Marine US à être nommé officier, le premier à servir comme officier à bord d'un bâtiment de guerre, le premier à commander un Navire de la Marine, le premier commandant de flotte, et le premier à devenir Amiral

Benjamin Thurman Hacker :

Le Contre-amiral (en)« 'Benjamin Thurman Hacker » (1935 - 2003) était un Officier de marine U.S, qui devint le premier officier Aéroporté pour finir parmi les rangs des plus hauts gradés de la Marine Américaine.

## Dans la Justice
Dennis Wayne Archer : 

Dennis Wayne Archer (1er janvier, 1942) est un avocat américain 
et un politicien du Michigan. Démocrate, Archer servit 
à la Cour suprême du Michigan et comme Maire de Detroit.
Plus tard, il a servi comme président de l'American Bar Association, devenant le premier Afro-Américain 
président de cette organisation.
Harry E. Johnson : 

(en)« Harry E. Johnson » né à St Louis, Missouri, États-Unis, est un avocat en activité à Houston, Texas, et opère comme professeur adjoint à la Thurgood Marshall School of Law de l'Université du Sud du Texas.
Johnson est le 31e Président Général d'Alpha Phi Alpha, et le Président en activité de la (en)« Martin Luther King, Jr. National Memorial Project Foundation », qui supervise le projet du Mémorial National Martin Luther King, Jr. à Washington, D.C.
Belford Vance Lawson, Jr. : 

Belford Vance Lawson, Jr. (9 juillet 1901 – 26 février 1985) était un avocat qui a fait au moins huit apparitions devant la Cour Suprême. Il fonda la « New Negro Alliance »(en) (NNA) à Washington D.C.
Il fut le 16e Président Général d'Alpha Phi Alpha entre 1946 et 1951.
Arthur Davis Shores : 

Arthur Davis Shores (1904 – 1996) était un avocat des Droits civiques qui était considéré comme le tambour-major pour la justice de l'Alabama.Shores fut diplômé de Talladega College où il devint membre d'Alpha Phi Alpha.Il suivit les cours de droit à l'Université du Kansas, puis poursuivit ses études par correspondance. Shores passa l'examen de droit du Barreau de l'Alabama en 1937 et immédiatement mit ses talents aux services des droits civiques.

## Dans l'Éducation
Henry Ponder :

(en)« Henry Ponder » (né en 1928 à Wewoka, Oklahoma) est une éducateur Américain.
Ponder reçut ses diplômes, ses masters et son doctorat de Langston University, Oklahoma State University, Ohio State University respectivement. Il continua sa carrière en servant comme président des Universités Talladega College, Benedict College, and Fisk University.
Ponder fut le 28e Président Général d'Alpha Phi Alpha, et il est le vice-président de (en)« World Policy Council ».

## Acteur de la Déségrégation
Lloyd Lionel Gaines : 

(en)« Lloyd Lionel Gaines » (1911 - disparu le 19 mars 1939) fut le principal acteur du procès Gaines contre Canada (1938), un des procès les plus importants pour le mouvement pour les droits civils Américains dans les années 1930. Gaines était membre de la fraternité Alpha Phi Alpha. Dans la nuit du 19 mars 1939 Gaines quitta la maison de la fraternité à Chicago, Illinois, pour aller acheter des timbres. Plus personne ne le revit.

## Dans l'Ėdition
Charles Harris Wesley :

(en)« Charles Harris Wesley » (2 décembre, 1891 - 16 août,1987), né à Louisville, Kentucky, était un historien éducateur écrivain Afro-Américain. Il fut diplômé de la Fisk University en 1911 et reçut une Maitrise de l'Université Yale en 1913. En 1925, Wesley devint le troisième Afro-Américain à recevoir un doctorat de l'université de Harvard. Il est l'auteur de (en)« The History of Alpha Phi Alpha » en 1929, l'histoire de la fraternité.

## Dans le Sport
David Donald Albritton : 

David Donald Albritton (13 avril 1913 – 14 mai 1994) a eu une longue carrière qui s'étendit sur trois décennies avec de nombreux titres à la clé ; il a été l'un des premiers sauteur en hauteur à utiliser la technique du rouleau ventral. Il est né à Danville, Alabama.

## Dans la Musique
Noble Sissle : 

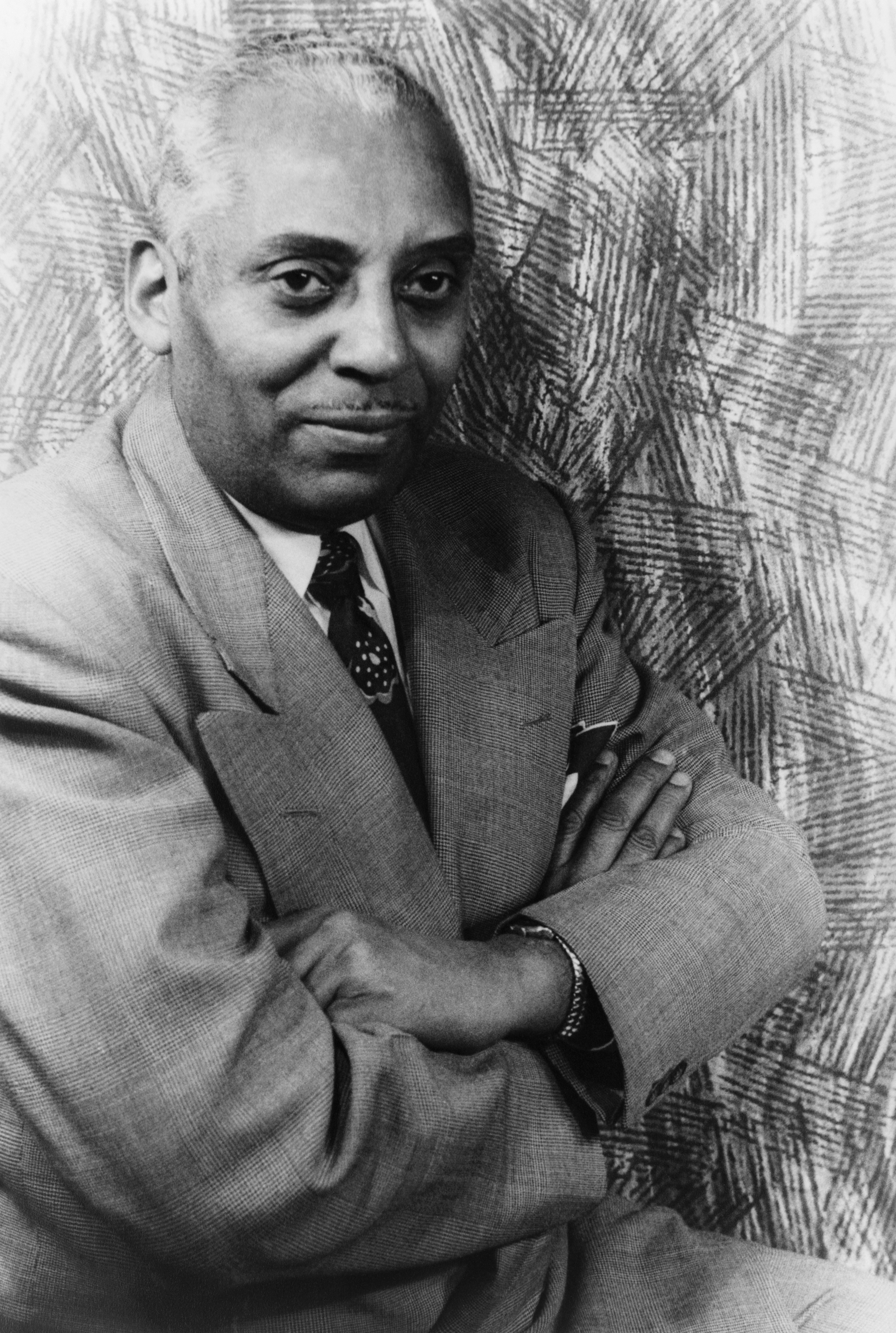
Noble Sissle, membre d'Alpha Phi Alpha et Artiste de la Renaissance de Harlem.

Noble Sissle (10 juillet 1889 – 17 décembre 1975) fut un jazzman Américain, compositeur, parolier, chef d'orchestre, chanteur et écrivain de pièces de théâtre.
Il est né à Indianapolis, Indiana, passa une partie de sa vie à New York et décéda à Tampa Floride.